# Martin Teffer
Martin Teffer, född 7 juni 1965 i Amsterdam, är en nederländsk före detta volleybollspelare. Teffer blev olympisk silvermedaljör i volleyboll vid sommarspelen 1992 i Barcelona.